# Кавкаска снежна волухарица
Кавкаска снежна волухарица (лат. Chionomys gud) је врста волухарице. 

## Распрострањење
Ареал врсте је ограничен на мањи број држава. Врста има станиште у Русији, Турској, Азербејџану и Грузији.

## Станиште
Станиште врсте су шуме. Врста је присутна на подручју Црног мора. 

## Угроженост
Ова врста је наведена као последња брига, јер има широко распрострањење и честа је врста.